# Crușeț
Cruşeţ é uma comuna romena localizada no distrito de Gorj, na região de Oltênia. A comuna possui uma área de 86.22 km² e sua população era de 3644 habitantes segundo o censo de 2007.